# Thyrsa Frazier Svager
Thyrsa Anne Frazier Svager (Wilberforce, Ohio, Estados Unidos, 16 de junio de 1930 - Kettering, Condado de Montgomery, Ohio, Estados Unidos, 23 de julio de 1999), fue una de las primeras afroamericanas en obtener el doctorado en matemáticas en Estados Unidos, en 1965 concretamente, con su tesis "On the product of absolutely continuous transformations of measure spaces" (Sobre el producto de transformaciones absolutamente continuas de espacios de medida), que fue dirigida por Paul Reichelderfer, de la Universidad de Ohio. Está considerada una brillante matemática, con un coeficiente intelectual de nivel genio.
Además, fue directoras del Departamento de Matemáticas de la "Central State University (CSU)" en Ohio, durante varias décadas, terminando su carrera académica como vicerrectora de asuntos académicos. Durante su carrera y la de su marido, el profesor de física Aleksandar Svager (bosnio de origen judío, superviviente del holocausto), la pareja invirtió uno de los salarios para establecer un fondo para becas. En 1999, tras su fallecimiento, se creó el "Fondo Thyrsa Frazier Svager", cuyo objetivo era becar a mujeres afroamericanas especializadas en matemáticas.

## Biografía
Thyrsa Anne Frazier nació el 16 de junio de 1930 en Wilberforce, Ohio, en el seno de una familia en la que tenía tres hermanas y un hermano. Su madre, E. Ane Frazier, fue profesora de literatura en el colegio "Central State College". Su padre, G. Thurston Frazier, fue un estadístico. Asistió a la escuela secundaria en la Academia Wilberforce, donde se graduó como "Valedictorian" de su clase en 1947. Posteriormente, se matriculó en el colegio "Antioch College", en Yellow Springs, donde obtuvo el bachillerato. En dicho colegio asistía en compañía de su amiga Coretta Scott King, a la que animó a que se casara con Martin Luther King. Se licenció en matemáticas en Antioch en 1951, y en agosto de 1952 obtuvo la Maestría en Matemáticas por la Universidad Estatal de Ohio. Tras obtener la maestría, aceptó un puesto como analista estadística en la Base de la Fuerza Aérea Wright Patterson, en Dayton. El año académico 1953-1954 lo pasó como instructora de matemáticas en la Universidad de Texas Southern, en Houston.
En otoño de 1954, comenzaría una distinguida y larga carrera de treinta nueva años en la universidad "Central State University", en su ciudad natal de Wilberforce. Como profesora asistente de matemáticas desde 1954 hasta 1959, profesora asociada de matemáticas desde 1966 hasta 1984, Vicepresidenta de Asuntos Académicos desde 1983 hasta 1993, y Rectora de la Universidad de Central State desde 1987 hasta 1993. Durante esta distinguida carrera, hay que destacar que, en 1965 obtuvo el doctorado en matemáticas de la Universidad Estatal de Ohio. Su asesor para el doctorado fue Paul Reichelderfer, y el título de la tesis fue "On the product of absolutely continuous transformations of measure spaces" (Sobre el producto de transformaciones absolutamente continuas de espacios de medida). Thyrsa también realizó un estudio postdoctoral en la Universidad Estatal de Ohio durante el verano de 1985. Tras su jubilación en 1993, esta universidad le otorgó el título de Doctora Honoraria en Letras Humanitarias y la nombró profesora emérita de matemáticas. En marzo de 1995, salió de su retiro para ocupar el cargo de presidenta interina de la Universidad Estatal de Ohio durante un espacio corto de tiempo.
Además de su carrera a tiempo completo en esta universidad y de participar en diversas actividades del centro, Thyrsa trabajó como adjunta de la facultad en "Antioch College" (1964), analista de sistemas de la NASA en Washington D. C. (1966), profesora invitada en el Instituto de Maestros de Escuela Secundaria de la NSF en Antioch (1966-1967), y profesora visitante en el Centro de Investigación Educativa del MIT (agosto de 1969). Fue directora de proyectos de siete propuestas importantes que fue fueron financiadas, una de ellas por "Health and Human Services" (1981-1984), estableciendo así el primer laboratorio de microcomputadores en la Universidad Estatal de Ohio, donde se llevaron a cabo quince talleres de alfabetización informática, inscribiendo a ciento ochenta y cuatro participantes.
Paralelamente a su actividad profesional, Thyrsa tuvo mucha actividad como miembro de diferentes asociaciones de carácter civil y social. Fue miembro, entre otras, de las asociaciones "Alpha Kappa Alpha Sorority (AKA)", "Twentieth Century Club", "Wilberforce Chapter of Moles" y "Volunteers of the African American Museum".
En 1999, tras su fallecimiento, su marido Aleksandar Svager, creó el "Fondo Thyrsa Frazier Svager", para ayudar a becar a mujeres afroamericanas especializadas en matemáticas.

## Premios y reconocimientos
Tras su jubilación en 1993, la Universidad Estatal de Ohio le otorgó el título de Doctora Honoraria en Letras Humanitarias y la nombró profesora emérita de matemáticas.
Por sus contribuciones civiles y profesionales, fue introducida en el "Greene County Hall of Fame". Estaba considerada una persona con una gran profesional y un gran sentido del humor. Jacqueline Sover-Downey, exmiembro de la Junta Directiva de la Universidad Estatal de Ohio, decía que era muy querida entre el alumnado y que a su vez era exigente con este.

## Publicaciones
Thyrsa fue autora de varios textos elementales en matemáticas, como "Modern Elementary Algebra Workbook", en 1969, o "Essential Mathematics for College Freshmen", en 1976.
Otras publicaciones suyas son el artículo "On Strong Differentiability," cuyo resumen apareció en la publicación "MONTHLY" en 1967, y dos libros: "Modern Elementary Algebra Workbook" (1969), y "Essential Mathematics for College Freshmen" (1976).